# Émile Bénard
Pour les articles homonymes, voir Bénard.
Henri Jean Émile Bénard est un architecte et peintre français, né le 23 juin 1844 à Goderville et mort le 15 octobre 1929 à Paris.

## Biographie
Peintre aquarelliste, Émile Bénard est l'élève de Paccard. Il reçoit le prix de Rome d'architecture en 1867.
Il est l'auteur du Théâtre-cirque du Havre en 1879 (incendié en 1922), du Tribunal de commerce de Fécamp en 1878, de la Caisse d'épargne du Havre en 1884 et de l'église du Sacré-Cœur du Havre en 1887. Il est architecte du Palais et du Haras de Compiègne. Il obtient une médaille d'argent à l'Exposition universelle de 1889.
Il remporte le 1er prix au concours international Phoebe A. Hearst à San Francisco en 1899 pour le plan de reconstruction de l'Université de Californie à Berkeley.
Il est nommé chevalier de la Légion d'honneur en 1899 et demeure alors au 29 boulevard Pereire à Paris.
Il est l'auteur de ce qui devait être le Palais législatif du Mexique, mais qui resta inachevé et qui, après la révolution mexicaine, devint le Monument à la Révolution mexicaine conçu par l'architecte mexicain Carlos Obregón Santacilia.
Il meurt le 15 octobre 1929 en son domicile du 57 boulevard Pereire à Paris17.

## Distinctions
- Chevalier de la Légion d'honneur (décret du 9 novembre 1899). Il est fait chevalier par Georges Leygues, ministre de l'Instruction publique, le 9 novembre 1899.

## Principales constructions
- Tribunal de commerce de Fécamp (1878)
- Théâtre-cirque du Havre (1879, incendié en 1922)
- Caisse d'épargne du Havre (1884)
- Église du Sacré-Cœur du Havre (1887)
- Foyer UCJG, 14 rue de Trévise, Paris (1893)
- Monument à la Révolution (Mexico)